# Sénat Wowereit III
Ville-Land de Berlin
Wowereit II Wowereit IV
Le sénat Wowereit III est le 3e sénat (gouvernement) de la ville-Land de Berlin dirigé par le Bourgmestre-gouverneur social-démocrate Klaus Wowereit, du 23 novembre 2006 au 24 novembre 2011, pendant la seizième législature de la Chambre des députés de Berlin. Il est soutenu par une coalition rouge-rouge entre le Parti social-démocrate d'Allemagne (SPD) et Die Linke (DL).
Il est formé après la victoire de la coalition aux élections du 17 septembre 2006, et succède au sénat Wowereit II. Il est remplacé par le sénat Wowereit IV après les élections législatives de 2011 à Berlin.

## Composition
| Portefeuille                                                                 | Titulaire    | Titulaire                              | Parti |
| ---------------------------------------------------------------------------- | ------------ | -------------------------------------- | ----- |
| Bourgmestre-gouverneur                                                       |              | Klaus Wowereit                         | SPD   |
| Bourgmestre Sénatrice au Développement urbain                                |              | Ingeborg Junge-Reyer                   | SPD   |
| Bourgmestre Sénateur à l'Économie, à la Technologie et aux Femmes            |              | Harald Wolf                            | DL    |
| Sénateur à l'Éducation, à la Science et à la Recherche                       |              | Jürgen Zöllner                         | SPD   |
| Sénateur aux Finances                                                        |              | Thilo Sarrazin jusqu'au 01/05/2009     | SPD   |
| Sénateur aux Finances                                                        |              | Ulrich Nußbaum                         | Sans  |
| Sénatrice à la Santé, à l'Environnement et à la Protection des consommateurs |              | Katrin Lompscher                       | DL    |
| Sénateur à l'Intérieur et aux Sports                                         |              | Ehrhart Körting                        | SPD   |
| Sénatrice à l'Intégration, au Travail et aux Affaires sociales               |              | Heidi Knake-Werner jusqu'au 15/10/2009 | DL    |
| Sénatrice à l'Intégration, au Travail et aux Affaires sociales               | Carola Bluhm |                                        | DL    |
| Sénatrice à la Justice                                                       |              | Gisela von der Aue                     | SPD   |